# Polyommatus daedalus
Polyommatus daedalus är en fjärilsart som beskrevs av Jean Baptiste Boisduval. Polyommatus daedalus ingår i släktet Polyommatus och familjen juvelvingar. Inga underarter finns listade i Catalogue of Life.